# Polygala carnosicaulis
Polygala carnosicaulis är en jungfrulinsväxtart som beskrevs av W.H.Chen och Y.M.Shui. Polygala carnosicaulis ingår i släktet jungfrulinssläktet, och familjen jungfrulinsväxter. Inga underarter finns listade i Catalogue of Life.